# الحسن بن علي بن شدقم
أبو المكارم بدر الدين الحسن بن علي بن الحسن بن عليّ بن شَدْقَم الحسيني (932 - 995 هـ) مؤرخ وفقيه ومحدّث وشاعر وأديب مدني. قال المجلسي فيه: والظاهر أنه من الإمامية. وتكشف مؤلفاته وإجازات علماء زمانه عن أنه شيعي.

## نسبه
الحسن بن علي بن الحسن بن علي بن شدقم بن ضامن بن محمد بن عرمة بن نكيثة بن توبة بن حمزة بن علي بن عبد الواحد بن مالك بن الحسين بن المهنا الأكبر بن داوود بن القاسم بن عبيد الله بن طاهر بن يحيى النسابة بن الحسن بن جعفر الحجة بن عبيد الله الأعرج بن الحسين الأصغر بن علي زين العابدين بن الحسين السبط بن علي بن أبي طالب، وعلي زوج فاطمة بنت محمد ﷺ.
فهو الحفيد 27 لرسول الله محمد ﷺ في سلسلة نسبه.

## سيرته
ولد بالمدينة ونشأ فيها وقرأ على والده وفاق أقرانه، وصار من أجلّة العلماء الصلحاء الإمامية. وكان جميع أفراد أسرته من العلماء. ولما توفّي والده في 960 هـ/ 1553 م فُوِّضت إليه النقابة، لكنه استعفى عنها بعد برهة لزهده، وقَصَدَ الهند في عنفوان شبابه (شعبان 962 هـ) قادما من المدينة المنورة، ووفد في الدكن على السلطان حسين نظام شاه، وبعد فترة غادرها إلى شيراز، ثمّ خراسان في ذي العقدة 964 هـ لزيارة الإمام الرضا، والتقى الشاه طَهْماسب الأول فأعزّه وأكرمه. فلما اشتهر علمه وفضله سمع به السلطان حسين فأرسل إليه يطلبه، فأجابه، ولما قرب من الدكن استقبله السلطان بجنوده وأكرمه. وزوّجه السلطان أخته فتح شاه وأنعم عليه بأجزل العطاء. وعندما توفي نظام شاه عاد إلى المدينة عند أسرته، إلا أنّه رجع إلى الهند ثانية بعد أن لم يجد بالمدينة الرئاسة والمكانة التي كان عليها في الهند، وانضمّ إلى بلاط الشاه مرتضى، نجل السلطان حسين نظام شاه وخليفته، وحظي عنده بالاحترام. توفي ابن شَدْقَم في الدكن عن 57 عاماً ودفن بها، ثمّ نقله نجله الأصغر حسين بوصية منه إلى المدينة ودفن في البقيع.

## تحصيله العلمي
وفضلاً عن أبيه فقد قرأ ابن شَدْقَم على أساتذة أمثال: جمال الدين محمد بن علي التولاّني البصري، والحسن بن عليّ الحسيني (في المعقول)، ومحمد بن أحمد السَّديدي الحسيني الحجازي (في القراءات السبع والنحو والصرف)، والشيخ حسين الهَمَداني في قزوين والشيخ محمد البكري الصديقي بمكة، والمولى عناية الله، والشاه نعمة الله في يزد وشيراز. وأجازه نعمة الله بن أحمد بن خاتون العاملي في سنة 966هـ، ومحمد بن علي بن أبي الحسن العاملي (صاحب المدارك) في سنة 983 هـ، كما أجازه الشيخ حسين بن عبد الصمد العاملي، والد الشيخ البهائي. وكان ابن شَدْقَم حَسَن الخط، وتوجد نسخة بخطه من نهج البلاغة بخط النسخ في المكتبة المركزية بجامعة طهران، كتبها في 994 هـ.

## مؤلفاته
- «زهر الرياض وزلال الحياض»

في السيرة وتاريخ الخلفاء والأئمّة، صنّفه في حدود 963هـ. ونقل حفيده النسابة ضامن بن شدقم كثيراً من هذا المصنف في كتابه الأزهار. ويقول المؤلف إنّ كتابه في 4 مجلدات. توجد من المجلد الثالث نُسَخ في المتحف البريطاني برقم 365، ومكتبة ناظر حسين في لُكما والمكتبات الأخرى.
- «الأسئلة الشَّدقَمية»

أو المسائل الشدقمية، وهو عبارة عن مسائل سألها ابن شَدْقَم من شيخه حسين بن عبد الصمد وأجوبته عنها، منه نسخة في الخزانة الرضوية بخط عبد اللطيف الجامعي، وقد قابلها وصححها ابن شَدْقَم في بلدة أحمد نگر عام 992هـ.
- «الجواهر النظامية من حديث خير البرية»

أو الجواهر النظامشاهية، ألفه لنظام شاه سلطان حيدرآباد، ويشتمل على أخبار كثيرة في أحوال الأئمّة عليهم السّلام. ويبدو مما أورده حفيده في كتاب تحفة الأزهار أن جده فَرَغ من تأليف هذا الكتاب في سنة 992هـ.
- «جواهر المطالب في فضائل مولانا علي بن أبي طالب»

كتاب جامع مشتمل على فضائل علي عليه السّلام وغزواته وخطبه وشرائف كلماته.
- «ديوان ابن شَدْقَم»